# Frank Bolle
Frank Bolle (* 23. Juni 1924 in New York City; † 12. Mai 2020) war ein US-amerikanischer Comiczeichner.

## Leben
Bolle wurde 1924 in New York geboren und wuchs dort auf. Als Kind war er vom Zeichnen so angetan, dass er auf jeden Zettel, den er in die Finger bekam, etwas zeichnete. Er besuchte die High School of Music and Art.
Nach dem Zweiten Weltkrieg fand Bolle Arbeit in der aufblühenden Comicindustrie. Er begann seine Laufbahn bei Magazine Enterprises, wo er Western zeichnete, wie z. B. Tim Holt, Redmask und Best of the West. Er zeichnete auch Science-Fiction-Comics, u. a. Buck Rogers, Flash Gordon und Dr. Solar (Man of the Atom). Letzterer ist sein beliebtester Superheld, der bei Western Publishing erschien. In Deutschland erschien Doktor Solar, der Atommensch, beim Bildschriftenverlag (BSV).
Für Western Publishing zeichnete Frank Bolle Grimm’s Stories, Boris Karloff’s Tales of Mystery und Rod Sterlings Twilight Zone.

## Werke
- The Heart of Juliet Jones für King Feature von 1982 bis 1999.
- Winnie Winkle erschien in Tagesstreifen und Sonntagsseiten über 20 Jahre lang.
- Apartment 3-G